# Вознесенка (Запоріжжя)

Райони міста Запоріжжя: 1. Олександрівський 2. Заводський 3. Комунарський 4. Дніпровський 5. Вознесенівський (на території Вознесенівки) 6. Хортицький 7. Шевченківський

Вознесенка або Вознесенівка — історичний район міста Запоріжжя.

## Історія
Село Вознесенка за найдавнішими переказами засноване 1596 року, коли, після пригнічення козацького повстання під керівництвом Северина Наливайка, його козаки з родинами перейшли з неспокійного правого на лівий берег Дніпра і уподобали гору, яка ще не мала назви (район телевежі). Є дані про 20 родин повстанців, серед яких були Назаренки, Булати, Каптюхи, Кармазі, Чирви, Стовбури, Білецькі. На користь цієї версії говорять прізвища сучасних мешканців Вознесенівки та вихідців з неї (зокрема с. Матвіївка Запорізького району). За іншою — пізнішою версією, село засноване козаками Іваном Нескребою та його товаришами Летючим, Гайдуком, Кошеницею, Зозулею, Хозою. В перші роки це поселення мало назву Підгородньої або Олександрівської слобідки, а потім отримало назву Нескребівка.
Найбільш імовірно, що село залюднювалося в декілька хвиль. Зокрема, тут оселялися відставні солдати з фортеці, селяни з Полтавщини та інших губерній. У 1795 році Нескребівка отримала статус військової слободи і була перейменована у Вознесенку. Мешканці слободи були парафіянами Олександро-Невської церкви, яка знаходилася у Олександрівській фортеці.
У 1827 році на кошти селян в селі Вознесенці було побудовано дерев'яну церкву в ім'я Вознесіння Господня. У 1859 році в слобідці налічувалося 1490 мешканців (420 дворів), працювало народне училище. Чисельність населення у 1886 році складало 1221 душ чоловічої статі, які мали 9 тис. га землі.
У 1888 році Дмитро Яворницький писав:
|  | Вознесенка тянется вдоль Днепра на 2 – 3 версты по каменисто-песчаному взгорью. В Вознесенке есть волость, церковь, школа». |

Відомий мандрівник Афанасьєв-Чужбинський відзначав, що Вознесенка багатолюдна. Населення займається хліборобством, рибалок небагато. В цьому поселенні розташовувався казенний хлібний магазин, корпуси якого надавали Вознесенці вигляд містечка, яке розкинулося на узгіррі. В 1890 році тут вже мешкало 4018 душ обох статей (527 дворів). Вознесенка перетворилася у велике торговельне містечко. За кошти громади — 11 тис. рублів, тут збудували нове приміщення школи, де навчалося 252 дитини в тому числі 41 дівчинка.
Вознесенка — історичне село Запоріжжя:
- У 1930 році під час проведення археологічних досліджень Дніпрогесівською експедицією за 1 км на схід від села було виявлено великий могильник і святилище, яке дало унікальні знахідки, широко відомі науковому загалу.
- З Вознесенкою пов'язане перебування у 1843 році на території краю Тараса Шевченка. Під час подорожі на острів Хортиця він зупинявся в селі Вознесенці у сім'ї Булахів.
- З Вознесенкою пов'язана діяльність видатного збирача, видавця і дослідника українського фольклору, історика і краєзнавця Якова Павловича Новицького.

У 1927 році території сіл Вознесенки, Кічкасу, Новомиколаївки були включені до складу міста Запоріжжя.

## Сучасність
Нині територія колишнього села Вознесенівка — це центральна частина Вознесенівського району міста Запоріжжя.

## Відомі особи
В поселенні народився:
- Кармазь Микола Опанасович (*1927) — український художник.
- Марків Іван Євдокимович — отаман Чорна Хмара, український повстанець в період Перших визвольних змагань. Двоюрідний брат Гаврила Гордієнка.